# 安田伊佐夫
安田 伊佐夫（やすだ いさお、1944年11月22日 - 2009年3月20日）は、宮崎県延岡市出身の元騎手・元調教師。
息子である安田康彦も元騎手で現在は競馬評論家。

## 来歴
馬事公苑時代の同期には清水出美・久保敏文・鹿戸明・久保田秀次郎・大崎昭一・笹倉武久などがおり、大崎とは同郷の延岡出身で上京する際の列車も同じであった。
1961年に京都・武田文吾厩舎の見習騎手となり、1963年3月にデビュー。初騎乗は同23日の阪神第1競走アラブ4歳以上20万下・ハイ・ヒライワ（9頭中5着）で、初勝利はデビューから6ヶ月が経った9月28日の京都第7競走4歳以上70万下・オンワードスピードであった。1年目はこの1勝に終わるが、2年目の1964年は8勝、3年目の1965年は初の2桁勝利となる16勝をマーク。1965年7月10日には再開初日の新潟で騎乗し、第1競走3歳未勝利・オペレツタで見事に勝利している。
1967年から1978年まで11年連続2桁勝利を記録し、1969年に阪神3歳S・タニノムーティエでGI級レース・重賞初制覇。平地の騎乗に専念し始めた1970年には2月1日の京都第2競走4歳未勝利・クニノハナで通算100勝、タニノムーティエで皐月賞・東京優駿の二冠を達成。東京優駿は当時、ダービーポジションといわれた「1コーナーで10番手以内でないと勝てない」というジンクスを打ち破る後方待機策で差し切り勝ち。1972年には自己最多の39勝を挙げ、自己最高の全国8位と自身唯一のトップテン入りを果たす。
1973年はきさらぎ賞をクリオンワードで制し、かつての兄弟子で開業3年目の栗田勝厩舎に重賞初制覇をもたらした。同馬とのコンビでは1974年に天皇賞（春）でタケホープの3着、第15回宝塚記念でハイセイコーの2着に入った。1973年3月10日の中京第7競走5歳以上300万下・グレートパワーで200勝、1976年10月16日の阪神第11競走オパール特別・ゴールデンタテヤマで300勝を達成し、ゴールデンタテヤマとのコンビでは1975年の阪神3歳ステークスでもテンポイントの2着に入った。この間の1975年4月17日には、ブラジル・サンパウロジョッキークラブ主催の国際騎手招待競走に派遣され、小野光男栗東T.C.公正室長が監督として同行する形で出場している。
1977年の桜花賞ではファインニッセイに騎乗し、弟弟子の福永洋一が騎乗するインターグロリアの2着に入った。1978年は北九州記念でウラカワチェリーを重賞初制覇に導き、愛知杯・ハシコトブキが最後の重賞勝利となった。1979年2月10日の京都第10競走5歳以上300万下・アソアラシが最後の勝利となり、2月25日の阪神第10競走千里山特別・ヒカリバージ（18頭中11着）を最後に現役を引退。
引退後は調教師免許を取得し、1980年に厩舎を開業。初出走は同年10月11日の阪神第9競走4歳以上400万下・ゴルジー（15頭中9着）、初勝利は同年10月26日の福島第2競走4歳以上400万下・チャレンジアゲンである。開業6年目の1985年、シンザン記念・ライフタテヤマで調教師としての重賞初制覇。1988年6月11日の阪神第10競走鷹取特別・イチヨシマサルで通算100勝、1993年2月6日の京都第8競走4歳以上500万下・リドガイで200勝を達成。1994年には息子の康彦が同厩舎へ移籍し、主戦騎手として起用。同年は自己最多の30勝を挙げ、自己最高位の全国15位にランクイン。1997年6月14日の函館第10競走仁山特別・ゲイリーフラッシュで300勝を達成。GIには長く縁がなかったが、メイショウドトウで2001年に宝塚記念を制覇。これが最初で最後のGI制覇であった。2002年7月6日の阪神第8競走3歳以上500万下・ツルギセンタンで400勝を達成。ほぼ毎年コンスタントにオープン馬・重賞馬を送り出すが、2006年に主戦騎手の康彦が引退。武幸四郎への依頼が比較的多くなり、ベテランや新人まで幅広く依頼していた。2008年は2000年以来8年ぶりに20勝を越え、重賞もヴァンクルタテヤマがダートグレード競走を4勝したほか、メイショウトウコンがジャパンカップダートでカネヒキリから僅差の2着に入って存在感を見せた。馬主では「メイショウ」の松本好雄や「タテヤマ」の辻幸雄らの管理馬が多く、一時期は「サンライズ」の（株）松岡の馬も数多く管理して活躍馬も多かったが、方針の違いから2001年に全ての馬が他厩舎へ転厩するという事態が起こる。サンライズペガサスがこのうちの1頭であり、それ以降は一頭も管理することはなかった。
2009年3月20日、京都市左京区の京都大学医学部附属病院で死去。享年64歳。同日は高知の黒船賞にヴァンクルタテヤマを出走させ、藤田伸二の騎乗で結果は10着であった。最後の勝利は同7日の阪神第3競走3歳未勝利・ホウショウアビルで挙げ、厩舎の管理馬は兄弟子の武田博厩舎へ移籍となった。

## 騎手通算成績
| 通算成績 | 1着 | 2着 | 3着 | 4着以下 | 騎乗回数 | 勝率 | 連対率 |
| -------- | --- | --- | --- | ------- | -------- | ---- | ------ |
| 平地     | 327 | 335 | 297 | 1908    | 2868     | .114 | .231   |
| 障害     | 14  | 15  | 17  | 68      | 114      | .123 | .254   |
| 計       | 341 | 350 | 314 | 1976    | 2982     | .115 | .232   |

### 主な騎乗馬
※太字は八大競走を含むGI級レース。
- タニノムーティエ（1969年阪神3歳ステークス、1970年きさらぎ賞・弥生賞・スプリングステークス・皐月賞・東京優駿）
- ケイサンタ（1971年朝日チャレンジカップ）
- クリオンワード（1973年きさらぎ賞、1974年阪神大賞典）
- シングル（1976年アラブ大賞典 (春)）
- ウラカワチェリー（1978年北九州記念）
- ハシコトブキ（1978年愛知杯）

その他
- クニノハナ
- グランドマーチス
- タニノチカラ
- トウコウエルザ
- リユウフオーレル

## 調教師通算成績
| 通算成績 | 1着 | 2着 | 3着 | 4着以下 | 騎乗回数 | 勝率 | 連対率 |
| -------- | --- | --- | --- | ------- | -------- | ---- | ------ |
| 平地     | 464 | 465 | 436 | 3479    | 4844     | .096 | .192   |
| 障害     | 23  | 15  | 19  | 131     | 188      | .122 | .202   |
| 計       | 487 | 480 | 455 | 3610    | 5032     | .097 | .192   |

### 主な管理馬
※太字はGIレース。
- ライフタテヤマ（1985年シンザン記念、1986年札幌記念・ウインターステークス）
- エーコーフレンチ（1986年金杯 (西)）
- カツトクシン（1988年愛知杯、1989年金杯 (西)）
- エーコーシーザー（1990年セントウルステークス）
- エーコートランス（1990年根岸ステークス）
- プリンスシン（1991年京都記念）
- エーコークロス（1991年京都大障害 (秋)）
- キソジゴールド（1996年武蔵野ステークス、1997年オグリキャップ記念）
- メイショウモトナリ（1997年スーパーダートダービー・北海道スプリントカップ、1998年名古屋大賞典、1999年かきつばた記念）
- サンライズフラッグ（1998年鳴尾記念）
- サンライズアトラス（1999年京成杯オータムハンデキャップ）
- メイショウドトウ（2000年中京記念・金鯱賞・オールカマー、2001年日経賞・宝塚記念）
- ファストタテヤマ（2001年デイリー杯2歳ステークス、2002年京都新聞杯）
- ゲイリーフラッシュ（2002年シルクロードステークス）
- メイショウトウコン（2007年平安ステークス・東海ステークス・エルムステークス、2008年名古屋大賞典・ブリーダーズゴールドカップ）
- ヴァンクルタテヤマ（2008年プロキオンステークス・サマーチャンピオン）